# Parapuzosia seppenradensis
Espèce
Synonymes
- † Pachydiscus seppendensis, Landois, 1895

Parapuzosia seppenradensis est l'une des deux espèces du genre Parapuzosia.
C'est la plus grosse ammonite connue. Elle faisait (en moyenne) 2,55 mètres de diamètre et vivait au cours du Crétacé supérieur. Elle a été découverte à Seppenrade (Lüdinghausen) en Rhénanie-du-Nord-Westphalie (Allemagne).

## Description

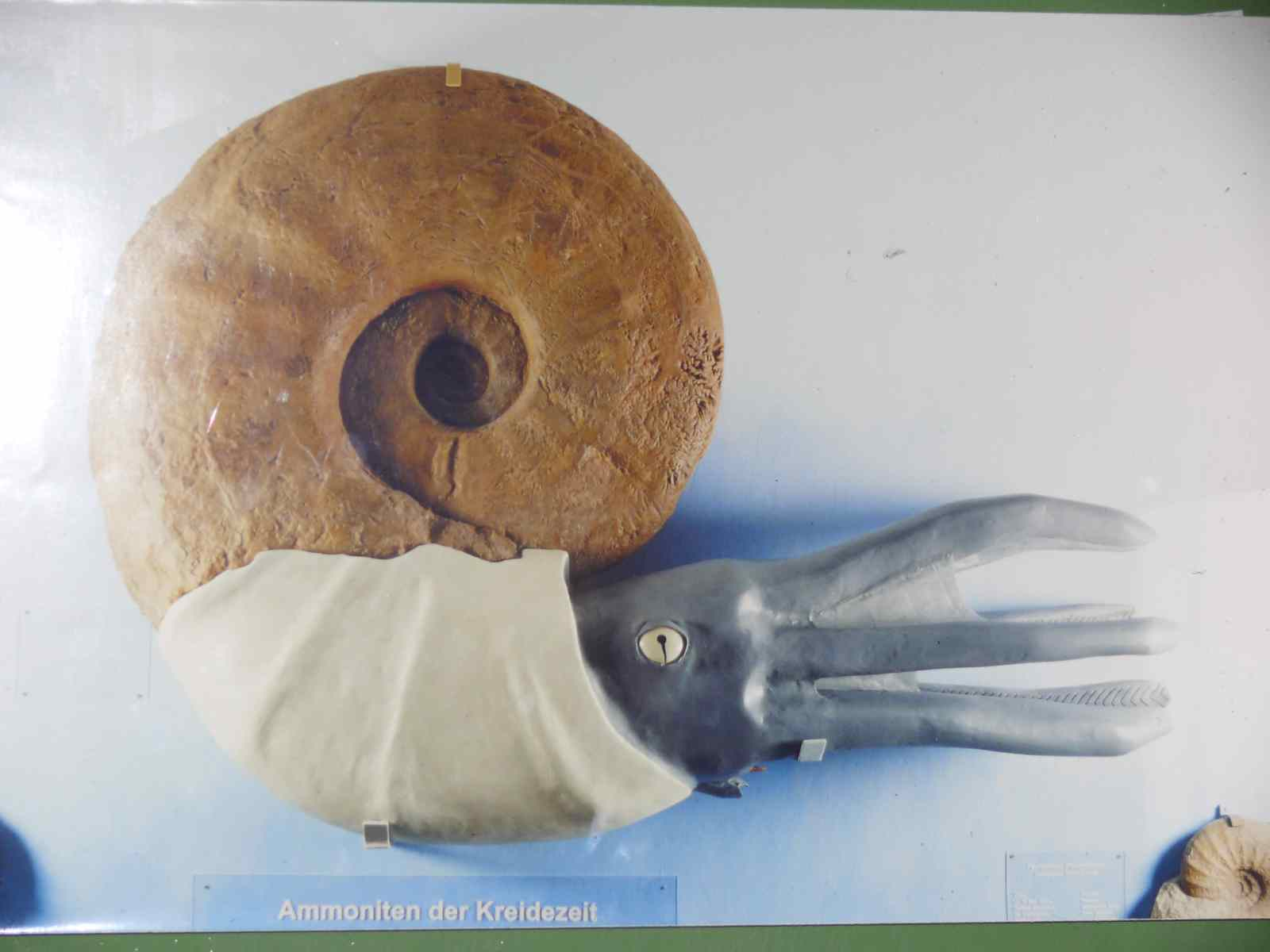
Reconstitution de Parapuzosia seppenradensis.

Parapuzosia seppenradensis pouvait atteindre la taille maximale de 3,5 mètres de diamètre et de 4 mètres de long (tentacules compris)[réf. nécessaire].
Ce mollusque céphalopode se nourrissait probablement de crabes ou de poissons. Compte tenu de son gigantisme l'animal vivait en eaux profondes[réf. nécessaire].